# Anerincleistus sertuliferum
Anerincleistus sertuliferum är en tvåhjärtbladig växtart som först beskrevs av Célestin Alfred Cogniaux, och fick sitt nu gällande namn av J.F. Maxwell. Anerincleistus sertuliferum ingår i släktet Anerincleistus och familjen Melastomataceae. Inga underarter finns listade i Catalogue of Life.